# Lisa D'Amato
Lisa Marie D'Amato (Los Angeles, 22 ottobre 1981) è una modella, artista e personaggio televisivo statunitense.
Apparve per la prima volta in televisione partecipando alla 5ª edizione e vincendo la 17ª edizione di America's Next Top Model: All Star.